# Девід Бойд
Девід Річард Бойд — канадійський юрист-еколог, активіст і дипломат, який виступив спеціальним доповідачем ООН з прав людини та навколишнього середовища.

## Активізм
Девід підтримав угоду Есказу, позов про чисте повітря Джакарти. Він закликав країни припинити фінансування вугільної інфраструктури. Девід є прихильником кампанії #1Planet1Right. Він підтримав засудження вбивства Насіліо Макаріо. Девід представив доповідь про нестачу води в Раді ООН з прав людини.

## Освіта
Закінчив Університет Альберти та Університет Торонто. Він був виконавчим директором Ecojustice Canada. Викладає в Університеті Британської Колумбії.

## Праці
- Why all human rights depend on a healthy environment, The Conversation, October 27, 2020
- The Rights of Nature (ECW Press, 2017), ISBN 9781770412392
- The Optimistic Environmentalist (ECW Press, 2015), ISBN 9781770907645
- Cleaner, Greener, Healthier: A Prescription for Stronger Canadian Environmental Laws and Policies (UBC Press, 2015)
- The Environmental Rights Revolution: A Global Study of Constitutions, Human Rights, and the Environment (UBC Press, 2012).